# Ölvedi János
Ölvedi János (Érsekújvár, 1914. július 20. – München, 1983. április 22.) magyar újságíró. 

## Életpályája
Jogi tanulmányokat végzett Pozsonyban és Budapesten, majd a Magyar Szemle munkatársa lett. Egyetemi tanulmányai idején bekapcsolódott a Magyar Akadémikusok Keresztény Köre és a Prohászka Ottokár Körök Szövetsége tevékenységébe. 1938-tól Jaross Andor személyi titkára, később a szófiai magyar nagykövetség sajtóattaséja volt. Ölvedi János  1945-től Ausztriában, majd az USA-ban élt. 1951-től Németországban telepedett le, ahol 1970-ig Münchenben a Szabad Európa Rádió munkatársaként dolgozott. Külső munkatársa volt a Katolikus Szemlének, az Irodalmi Újságnak és az Új Látóhatárnak.

## Főbb művei
- A visszatért Felvidék adattárra. (szerk., Csatári Istvánnal, I. - II., 1939)
- Magyar Föld – magyar nép. A megnagyobbodott Magyarország községeinek adattára (szerk. Csuka Zoltánnal, 3. kiad., Bp., 1943);
- Levelek a számkivetésből (München, 1947);
- Az ismeretlen légió (tanulmányok, München, 1948);
- A „történelmi mítoszok” útvesztőjében - Néhány megjegyzés a magyar-szlovák együttélés nyomorúságának okairól. Új Látóhatár 1982, 143-161
- Naplemente. Magyarok Szlovákiában (New York, 1985).